# Patrick Boucheron
Patrick Boucheron (Paris, 28 de outubro de 1965) é um historiador francês. Ele lecionou história medieval na École normale supérieure e na Universidade de Paris, e atualmente é professor de história no Collège de France, onde ocupa a cadeira de "História dos Poderes na Europa Ocidental, Séculos XIII a XVI". É autor de 12 livros e editor de 5. Seu livro de 2017, Histoire mondiale de la France (História Global da França), que compilou o trabalho de 122 historiadores, tornou-se um best-seller inesperado, com mais de 110.000 cópias vendidas.
De 2017 a 2020, ele apresentou "Quand l'histoire fait dates", um programa de TV de 22 episódios que explorava diferentes datas importantes na história mundial.

## Biografia
Patrick Boucheron nasceu em Paris em 1965. Estudou no Lycée Marcelin Berthelot e no Lycée Henri IV, antes de ingressar na École normale supérieure de lettres et sciences humaines em Saint-Cloud, onde obteve a agrégation em história em 1988. Concluiu seu doutorado em história pela Universidade de Paris 1 Panthéon-Sorbonne em 1994, sob a supervisão de Pierre Toubert, com a tese "Le pouvoir de bâtir. Urbanisme et politique en Italie au Moyen Âge (XIIIe-XVe siècles)".
Ele foi professor assistente de história medieval na École Normale Supérieure de Fontenay-Saint-Cloud de 1994 a 1999. Em seguida, tornou-se professor associado de história na Universidade de Paris 1 Panthéon-Sorbonne de 1999 a 2012, e professor titular de 2012 a 2016. Desde 2016, é professor no Collège de France.
Boucheron é membro do conselho editorial da revista L'Histoire desde 1999 e foi membro júnior do Institut Universitaire de France de 2004 a 2009. Também presidiu o conselho consultivo da École française de Rome a partir de 2005.
Seu trabalho inicial focou na história urbana da Itália medieval e na expressão monumental do poder principesco, explorando a economia de edifícios, técnicas de construção e o pensamento político por trás dos estilos arquitetônicos.

## Obras e pesquisa
Patrick Boucheron é conhecido por sua abordagem inovadora da história, combinando rigor acadêmico com uma escrita acessível e um forte engajamento público. Ele tem refletido sobre a escrita e a epistemologia da história, buscando articular as ciências sociais e a literatura.
Uma de suas obras mais notáveis é a direção de Histoire mondiale de la France (História Mundial da França), um best-seller na França que propõe uma visão da história francesa através de suas interconexões com o mundo global. Ele também é autor de "Conjurer la peur: Sienne, 1338", que explora o medo político na Siena medieval.[carece de fontes?]
Seus trabalhos incluem:
- Léonard et Machiavel (2008, 2013)
- Faire profession d'historien (2010)
- Conjurer la peur: Sienne, 1338 (2013)
- France in the World: A New Global History (2019, editor)
- Machiavelli: The Man Who Taught the People What They Have to Fear (2020)

Ele também esteve envolvido em projetos de história pública, incluindo a coautoria da cerimônia de abertura dos Jogos Olímpicos de Verão de 2024 em Paris.